# بوركاري
بوركاري هي بلديفي مقاطعة لوكا في منطقة توسكانا الإيطالية، وتقع على بعد حوالي 50 كيلومتر (31 ميل) غرب مدينة فلورنسا، وحوالي 8 كيلومتر (5 ميل) شرق مدينة لوكا .
وفي العصور الوسطى كانت مسرحًا على طريق فرانشيجينا، وتضم كنيسة القديس يوستوس، والتي يعود تاريخها إلى القرن السادس عشر، ولكن تم تجديد معظمها على طراز العصور الوسطى الحديث.

## روابط خارجية
- الموقع الرسمي